# Нестериха (река)
Нестериха — река в России, протекает в Слободском районе Кировской области. Устье реки находится в 35 км по правому берегу реки Летка. Длина реки составляет 16 км.
Исток реки в лесах в 15 км к юго-западу от посёлка Сухоборка и в 25 км к востоку от посёлка Юрья. Река течёт на северо-восток, всё течение проходит по ненаселённому лесу. Впадает в боковую старицу Летки напротив посёлка Сухоборка.

## Данные водного реестра
По данным государственного водного реестра России, Нестериха относится к Камскому бассейновому округу, водохозяйственный участок реки — Вятка от истока до города Киров, без реки Чепца, речной подбассейн реки — Вятка. Речной бассейн реки — Кама.
По данным геоинформационной системы водохозяйственного районирования территории РФ, подготовленной Федеральным агентством водных ресурсов:
- Код водного объекта в государственном водном реестре — 10010300212111100031891
- Код по гидрологической изученности (ГИ) — 111103189
- Код бассейна — 10.01.03.002
- Номер тома по ГИ — 11
- Выпуск по ГИ — 1